# Kabinett Merkel II
Das Kabinett Merkel II war die vom 28. Oktober 2009, dem Tag ihrer Vereidigung, bis zum 17. Dezember 2013 amtierende deutsche Bundesregierung während der 17. Legislaturperiode des Deutschen Bundestages. Das Kabinett der schwarz-gelben Koalition aus CDU, CSU und FDP wurde am 23. und 24. Oktober 2009 der Öffentlichkeit vorgestellt; es war das 21. Kabinett der Bundesrepublik Deutschland. Am 22. Oktober 2013 wurde die Bundesregierung durch Bundespräsident Joachim Gauck entlassen, blieb aber – so lange wie zuvor keine – bis zur Ernennung der neuen Regierung geschäftsführend im Amt.
Der Koalitionsvertrag trug den Titel Wachstum. Bildung. Zusammenhalt.

## Abstimmung im Bundestag
| Wahlgang                                                      | Kandidatin      | Kandidatin          | Stimmen    | Stimmenzahl | Anteil | Koalitionspartei(en) | Koalitionspartei(en) | Koalitionspartei(en) | Koalitionspartei(en) |
| ------------------------------------------------------------- | --------------- | ------------------- | ---------- | ----------- | ------ | -------------------- | -------------------- | -------------------- | -------------------- |
| 1. Wahlgang                                                   |                 | Angela Merkel (CDU) | Ja-Stimmen | 323         | 52,0 % |                      |                      |                      | CDU/CSU, FDP         |
| 1. Wahlgang                                                   | Nein-Stimmen    | Angela Merkel (CDU) | 285        | 45,8 %      |        |                      |                      |                      | CDU/CSU, FDP         |
| 1. Wahlgang                                                   | Enthaltungen    | Angela Merkel (CDU) | 4          | 0,6 %       |        |                      |                      |                      | CDU/CSU, FDP         |
| 1. Wahlgang                                                   | Ungültig        | Angela Merkel (CDU) | 0          | 0,0 %       |        |                      |                      |                      | CDU/CSU, FDP         |
| 1. Wahlgang                                                   | nicht abgegeben | Angela Merkel (CDU) | 10         | 1,6 %       |        |                      |                      |                      | CDU/CSU, FDP         |
| Damit wurde Angela Merkel wieder zur Bundeskanzlerin gewählt. |                 |                     |            |             |        |                      |                      |                      |                      |

## Kabinett
| Amt oder Ressort                                                  | Bild                                               | Name                                                                                        | Partei                                                               | Partei                    | Parlamentarische Staatssekretäre bzw. Staatsminister                                                      | Partei | Partei |
| ----------------------------------------------------------------- | -------------------------------------------------- | ------------------------------------------------------------------------------------------- | -------------------------------------------------------------------- | ------------------------- | --- | ------ | ------ |
| Bundeskanzlerin                                                   |                                                    | Angela Merkel (* 1954)                                                                      |                                                                      | CDU                       | Maria Böhmer Bernd Neumann Eckart von Klaeden bis 2013                                                    |        | CDU    |
| Stellvertreter der Bundeskanzlerin                                |                                                    | Guido Westerwelle (1961–2016) bis 12. Mai 2011                                              |                                                                      | FDP                       | |        |        |
| Stellvertreter der Bundeskanzlerin                                | Philipp Rösler (* 1973) ab 12. Mai 2011            |                                                                                             |                                                                      | FDP                       | |        |        |
| Auswärtiges                                                       |                                                    | Guido Westerwelle                                                                           |                                                                      | FDP                       | Werner Hoyer bis 31. Dezember 2011 Michael Georg Link ab 24. Januar 2012 Cornelia Pieper ab November 2009 |        | FDP    |
| Inneres                                                           |                                                    | Thomas de Maizière (* 1954) bis 3. März 2011                                                |                                                                      | CDU                       | Christoph Bergner Ole Schröder                                                                            |        | CDU    |
| Inneres                                                           |                                                    | Hans-Peter Friedrich (* 1957) ab 3. März 2011                                               |                                                                      | CSU                       | Christoph Bergner Ole Schröder                                                                            |        | CDU    |
| Justiz                                                            |                                                    | Sabine Leutheusser-Schnarrenberger (* 1951)                                                 |                                                                      | FDP                       | Max Stadler bis 12. Mai 2013                                                                              |        | FDP    |
| Finanzen                                                          |                                                    | Wolfgang Schäuble (1942–2023)                                                               |                                                                      | CDU                       | Steffen Kampeter                                                                                          |        | CDU    |
| Finanzen                                                          | Hartmut Koschyk                                    | Wolfgang Schäuble (1942–2023)                                                               |                                                                      | CDU                       | CSU |        |        |
| Wirtschaft und Technologie                                        |                                                    | Rainer Brüderle (* 1945) bis 12. Mai 2011                                                   |                                                                      | FDP                       | Peter Hintze                                                                                              |        | CDU    |
| Wirtschaft und Technologie                                        |                                                    | Philipp Rösler ab 12. Mai 2011                                                              | Hans-Joachim Otto Ernst Burgbacher                                   | FDP                       | | FDP    |        |
| Arbeit und Soziales                                               |                                                    | Franz Josef Jung (* 1949) bis 30. November 2009                                             |                                                                      | CDU                       | Hans-Joachim Fuchtel Ralf Brauksiepe                                                                      |        | CDU    |
| Arbeit und Soziales                                               | Ursula von der Leyen (* 1958) ab 30. November 2009 |                                                                                             |                                                                      | CDU                       | Hans-Joachim Fuchtel Ralf Brauksiepe                                                                      |        | CDU    |
| Ernährung, Landwirtschaft und Verbraucherschutz                   |                                                    | Ilse Aigner (* 1964) bis 30. September 2013                                                 |                                                                      | CSU                       | Gerd Müller                                                                                               |        | CSU    |
| Ernährung, Landwirtschaft und Verbraucherschutz                   |                                                    | Hans-Peter Friedrich ab 30. September 2013 (mit der Wahrnehmung der Geschäfte beauftragt) 1 | Julia Klöckner bis 15. Februar 2011 Peter Bleser ab 15. Februar 2011 | CSU                       | | CDU    |        |
| Verteidigung                                                      |                                                    | Karl-Theodor zu Guttenberg (* 1971) bis 3. März 2011                                        | CSU                                                                  | Christian Schmidt         | | CSU    |        |
| Verteidigung                                                      |                                                    | Thomas de Maizière ab 3. März 2011                                                          |                                                                      | CDU                       | Thomas Kossendey                                                                                          |        | CDU    |
| Familie, Senioren, Frauen und Jugend                              |                                                    | Ursula von der Leyen bis 30. November 2009                                                  | CDU                                                                  | Hermann Kues              | CDU |        |        |
| Familie, Senioren, Frauen und Jugend                              | Kristina Schröder (* 1977) ab 30. November 2009    |                                                                                             | CDU                                                                  | Hermann Kues              | CDU |        |        |
| Gesundheit                                                        |                                                    | Philipp Rösler bis 12. Mai 2011                                                             |                                                                      | FDP                       | Annette Widmann-Mauz                                                                                      | CDU    |        |
| Gesundheit                                                        |                                                    | Daniel Bahr (* 1976) ab 12. Mai 2011                                                        | Daniel Bahr bis 12. Mai 2011 Ulrike Flach ab 12. Mai 2011            | FDP                       | | FDP    |        |
| Verkehr, Bau und Stadtentwicklung                                 |                                                    | Peter Ramsauer (* 1954)                                                                     |                                                                      | CSU                       | Enak Ferlemann                                                                                            |        | CDU    |
| Verkehr, Bau und Stadtentwicklung                                 | Andreas Scheuer                                    | Peter Ramsauer (* 1954)                                                                     |                                                                      | CSU                       | CSU |        |        |
| Verkehr, Bau und Stadtentwicklung                                 | Jan Mücke                                          | Peter Ramsauer (* 1954)                                                                     |                                                                      | CSU                       | FDP |        |        |
| Umwelt, Naturschutz und Reaktorsicherheit                         |                                                    | Norbert Röttgen (* 1965) bis 22. Mai 2012                                                   |                                                                      | CDU                       | Ursula Heinen-Esser Katherina Reiche                                                                      |        | CDU    |
| Umwelt, Naturschutz und Reaktorsicherheit                         | Peter Altmaier (* 1958) ab 22. Mai 2012            |                                                                                             |                                                                      | CDU                       | Ursula Heinen-Esser Katherina Reiche                                                                      |        | CDU    |
| Bildung und Forschung                                             |                                                    | Annette Schavan (* 1955) bis 14. Februar 2013                                               | CDU                                                                  | Helge Braun Thomas Rachel | CDU |        |        |
| Bildung und Forschung                                             | Johanna Wanka (* 1951) ab 14. Februar 2013         |                                                                                             | CDU                                                                  | Helge Braun Thomas Rachel | CDU |        |        |
| Wirtschaftliche Zusammenarbeit und Entwicklung                    |                                                    | Dirk Niebel (* 1963)                                                                        |                                                                      | FDP                       | Gudrun Kopp                                                                                               |        | FDP    |
| Bundesminister für besondere Aufgaben Chef des Bundeskanzleramtes |                                                    | Ronald Pofalla (* 1959)                                                                     |                                                                      | CDU                       | |        |        |

## Veränderungen
Die erste Kabinettsumbildung wurde am 30. November 2009 vollzogen. Franz Josef Jung, im Kabinett Merkel I noch Verteidigungsminister, erklärte am 27. November seinen Rücktritt als Konsequenz der Informationspolitik im Zusammenhang mit dem umstrittenen Luftangriff auf zwei Tanklastwagen nahe Kundus vom 4. September 2009. Als neue Bundesministerin für Arbeit und Soziales schlug Bundeskanzlerin Angela Merkel dem Bundespräsidenten Ursula von der Leyen vor, zuvor Familienministerin. Ihre Nachfolgerin im Ressort Familie, Senioren, Frauen und Jugend wurde Kristina Köhler. Die Ernennung der neuen Ministerinnen durch den Bundespräsidenten erfolgte am 30. November 2009 – die Vereidigung vor dem Deutschen Bundestag fand am 2. Dezember statt.
Am 1. März 2011 erklärte Karl-Theodor zu Guttenberg infolge der Plagiatsaffäre seinen Rücktritt als Bundesminister der Verteidigung, am 3. März 2011 erfolgte seine Entlassung und der bisherige Bundesminister des Innern, Thomas de Maizière, wurde zum Verteidigungsminister ernannt. Hans-Peter Friedrich wurde neuer Bundesminister des Innern.
Im Zusammenhang mit seiner Wahl zum FDP-Vorsitzenden übernahm der bisherige Gesundheitsminister Philipp Rösler das Amt des Bundeswirtschaftsministers und ersetzte außerdem Außenminister Guido Westerwelle in dessen Funktion als Stellvertreter der Bundeskanzlerin. Nachfolger Röslers als Gesundheitsminister wurde sein bisheriger Parlamentarischer Staatssekretär Daniel Bahr, Vorsitzender der nordrhein-westfälischen FDP. Der bisherige Wirtschaftsminister Rainer Brüderle wurde am 10. Mai 2011 zum Vorsitzenden der FDP-Bundestagsfraktion gewählt. Am 12. Mai 2011 wurden Philipp Rösler und Daniel Bahr vom damaligen Bundespräsidenten Christian Wulff ernannt, Rainer Brüderle erhielt seine Entlassungsurkunde.
Am 16. Mai 2012 schlug die Bundeskanzlerin dem Bundespräsidenten die Entlassung des Bundesumweltministers Norbert Röttgen infolge der Wahlniederlage in NRW nach Artikel 64 des Grundgesetzes vor. Am 22. Mai 2012 erfolgte die Entlassung Röttgens und die Ernennung des bisherigen Ersten Parlamentarischen Geschäftsführers der CDU/CSU-Bundestagsfraktion Peter Altmaier zum neuen Umweltminister.
Nachdem der Dekan der Philosophischen Fakultät der Heinrich-Heine-Universität Düsseldorf am 5. Februar 2013 die Entscheidung bekannt gab, Annette Schavan ihren im Jahr 1980 dort erworbenen Doktorgrad wegen Plagiaten zu entziehen, erklärte die Bildungsministerin am 9. Februar 2013 nach zunehmendem medialen und politischen Druck ihren Rücktritt. Ihre Nachfolgerin wurde die bisherige Wissenschaftsministerin Niedersachsens Johanna Wanka. Die Übergabe der Entlassungs- und Ernennungsurkunden fand am 14. Februar 2013 statt.
Der Parlamentarische Staatssekretär im Justizministerium Max Stadler verstarb am 12. Mai 2013.
Am 30. September 2013 schied die Bundesministerin für Ernährung, Landwirtschaft und Verbraucherschutz Ilse Aigner (CSU) auf eigenen Wunsch aus dem Kabinett aus, um als Abgeordnete in den Bayerischen Landtag zu wechseln und ein Ministeramt in der Bayerischen Staatsregierung zu übernehmen. Bis zur Amtsübernahme eines neuen Kabinetts wurde ihr Ressort kommissarisch von Innenminister Hans-Peter Friedrich geführt.

## Fußnote
1. ↑  Weder Parlamentarische Staatssekretäre noch Staatsminister sind nach Art. 62 GG Teil der Bundesregierung.